# Semicytherura pulchra
Semicytherura pulchra is een mosselkreeftjessoort uit de familie van de Cytheruridae. De wetenschappelijke naam van de soort is voor het eerst geldig gepubliceerd in 1989 door Coles & Whatley.